# François de La Porte
Pour les articles homonymes, voir La Porte.
Ne doit pas être confondu avec François Delaporte.
François de La Porte de Féraucourt, mort en 1730, est un fermier général français. 

## Biographie
Neveu du fermier général Jean-François de La Porte de Meslay, il lui succéda au conseil des Fermes en 1731. Seigneur de Féraucourt et de Séligny, il officia également comme caissier principal de Samuel Bernard, comte de Coubert, puis fermier général de 1729 à sa mort. 

« De la Porte de Serancourt [sic] étoit fils de la Porte de Serancourt [sic], ancien fermier général & neveu de la Porte, aussi fermier général qui a eu le porte feuille des fermes pour travailler avec M. le contrôleur général en qualité de chef de la compagnie. Il étoit aussi frère de la Porte de Montel, maitre d'hôtel du roi. Il s'en falloit bien qu'il fût aussi habile homme que son frère ainé. En récompense il étoit d'un commerce admirable & fort répandu. Il aimoit un peu trop la table & la bonne chère aussi est il mort au milieu d'un repas d'une attaque d'apoplexie qui ne lui donna pas le temps de proférer une seule parole. »

Il fut également l’un des directeurs de la Compagnie des Indes, si l’on en croit l’Almanach Royal de 1720. 
Notons que La Porte est noté comme témoin et beau-frère lors du mariage, le 7 juillet 1729 (paroisse Saint-Gervais) entre Jean-Antoine de La Baune, conseiller du roi, auditeur en la chambre des comptes, fils de Jean-Antoine de La Baune et de N. Gigault, et de Geneviève Marguerite Lelong, fille de Claude René Lelong, maître ordinaire en la chambre des comptes, et de Marie Marguerite Brochant. 
Il acquiert également la terre de Lissy (Licy ou Lizi), dans l'actuelle Seine-et-Marne, de Jacques Ribier (mort en 1712 ), seigneur de Villeneuve-le-Roy, grand maître des Eaux et forêts du Lyonnais. Peu avant le décès de La Porte Féraucourt, c'est le Président Renouard qui en devient propriétaire grâce à un décret forcé.